# Hirpe Muleta
République fédérale démocratique d'Éthiopie
Hirpe Muleta (Ge'ez : ሂርጴ ሙለታ) est une des 112 membres du Conseil de la Fédération éthiopien. Elle est une des 19 conseillers de l'État Oromia et représente le peuple Oromo.
Elle est née à Sebeta en 1954. Elle est devenue membre du Parlement en 2015. Elle meurt le 15 février 2018.